# Le Galopin (film, 1929)
Pour plus de détails, voir Fiche technique et Distribution.
Le Galopin (突貫小僧, Tokkan kozō) est un court-métrage muet japonais de Yasujirō Ozu sorti en 1929, d'après la nouvelle The Ransom of Red Chief d'O. Henry.
Longtemps considéré comme perdu, une version remontée du film d'une durée de quinze minutes a été retrouvée en 1988 au format Pathé-Baby. En 2016, une seconde copie partielle est découverte comprenant huit minutes inédites, permettant au laboratoire de restauration numérique de l'Université de Rochester d'élaborer une copie d'une durée de vingt-deux minutes au format Digital Cinema Package.

## Synopsis
Bunkichi enlève Tetsubo, un jeune garçon et l'emmène à son chef Gontora mais Tetsubo se révèle être incontrôlable et cause les pires ennuis à ses deux ravisseurs.

## Fiche technique
- Titre : Le Galopin
- Titre alternatif : Un garçon honnête
- Titre original : 突貫小僧 (Tokkan kozō?)[1]
- Titre anglais : A Straightforward Boy
- Réalisation : Yasujirō Ozu
- Scénario : Chuji Nozu (pseudonyme derrière lequel se cachent quatre personnes : Tadao Ikeda, Tadamoto Ōkubo, Kōgo Noda et Yasujirō Ozu[2])
- Photographie : Hiroshi Nomura assisté de Yūharu Atsuta
- Société de production : Shōchiku (Studios Kamata)
- Projection : Asakusa Teikokukan
- Genre : comédie
- Pays d'origine :  Empire du Japon
- Format original : noir et blanc - 1,37:1 - Format 35 mm - muet
- Durées :
  - version originale : 38 minutes (métrage : 4 bobines - 1 031 m[3])
  - version issue de la première copie retrouvée en 1988 : 15 minutes[4]
  - version numérique restaurée : 22 minutes et 26 secondes[2]
- Dates de sortie :
  - Empire du Japon : 24 novembre 1929[3]
  - Japon : 15 octobre 2016 (Kyoto International Film and Art Festival (ja) - première mondiale pour la version restaurée[5],[6])
  - Italie : octobre 2018 (Festival du film muet de Pordenone - version numérique restaurée[2],[7])

## Distribution

Scènes du film
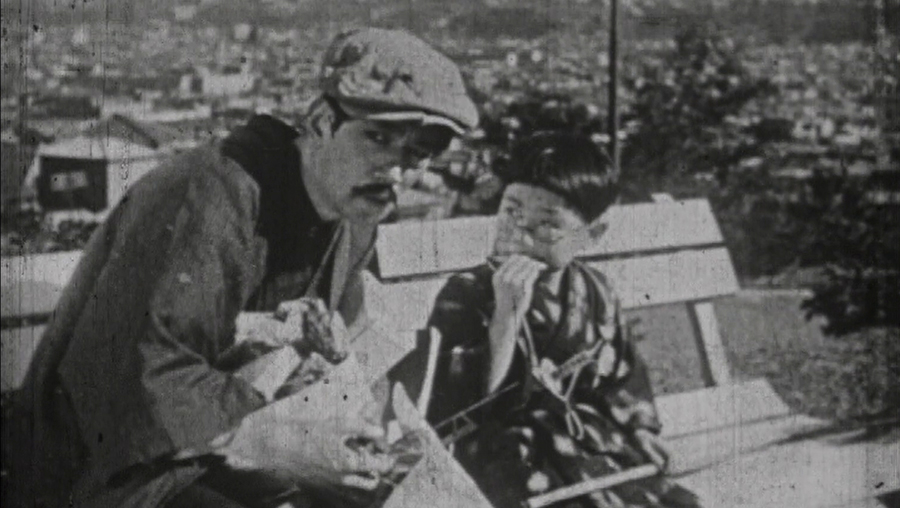
Tatsuo Saitō et Tomio Aoki
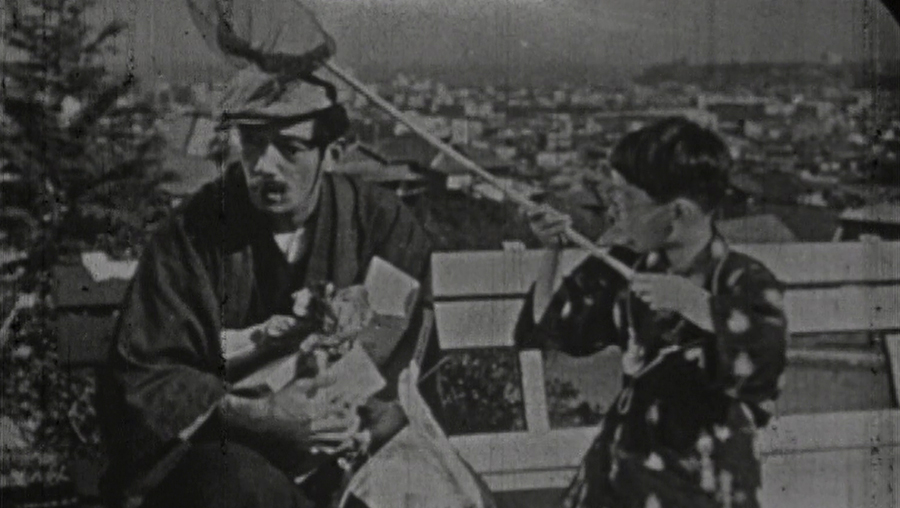
Tatsuo Saitō et Tomio Aoki
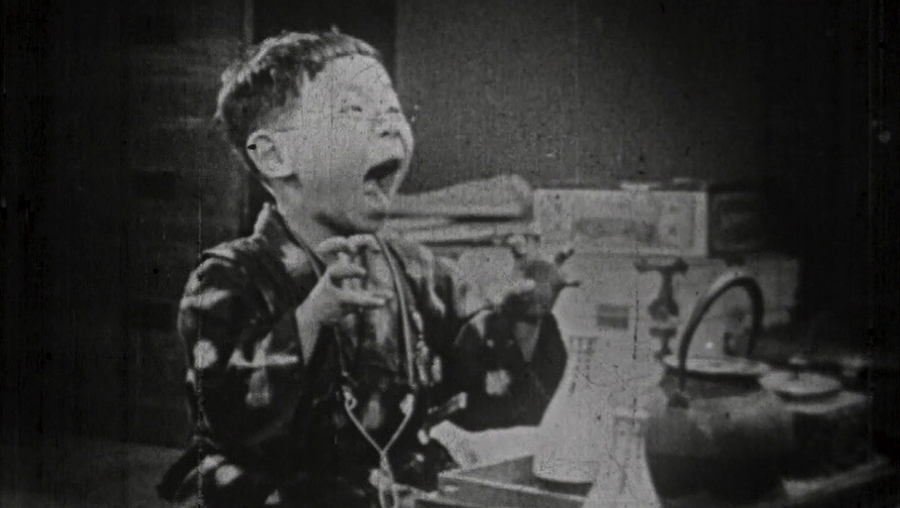
Tomio Aoki

- Tatsuo Saitō : Bunkichi, le ravisseur
- Tomio Aoki : Tetsubo
- Takeshi Sakamoto : Gontora, le boss

## Autour du film
Le Galopin est douzième film de Yasujirō Ozu et le sixième qu'il réalise en 1929. Le titre japonais Tokkan Kozō a donné son nom d'acteur à Tomio Aoki, alors âgé de six ans. Le film — une adaptation de la nouvelle The Ransom of Red Chief d'O. Henry dans laquelle se perçoit l'influence des maîtres du slapstick tel Harold Lloyd — est un exemple frappant de la fascination qu'exerce sur Ozu la culture américaine.
Yasujirō Ozu raconte que pour se faire de l'argent pour acheter une marque de bière allemande nouvellement importée, Kōgo Noda et lui ont écrit le scénario du film sous le pseudonyme de Chuji Nozu, contraction de Noda et Ozu. Yūharu Atsuta, le caméraman assistant, se rappelle que le film a été tourné en trois jours presque entièrement sur les plateaux et dans les environs immédiats des studios Kamata de la Shōchiku : le mur derrière le petit poste de police à la fin du film lorsque Bunkichi crie « Hé ! M. le kidnappeur ! » appartient au studio. Seule la scène du banc dans un parc a été tournée à Yokohama. Atsuta raconte également que le calendrier de production serré rendait Aoki si irritable que son comportement hors écran rivalisait avec celui de son personnage.
La critique de Le Galopin dans la revue Kinema Junpō en décembre 1929 salue l'agilité des mouvements de caméra et la direction dynamique du jeu des acteurs Tomio Aoki, Takeshi Sakamoto et Tatsuo Saitō.

## Redécouverte et restauration
Longtemps considéré comme perdu, une première version de 15 minutes de ce film a été retrouvée en 1988 au format Pathé-Baby. Le Pathé-Baby est un petit projecteur à manivelle capable de projeter des films courts, conditionnés dans une cartouche métallique, qui contenait moins d’une dizaine de mètres de pellicule ininflammable au format 9,5 mm, destiné à l'usage familial. Les distributeurs devaient donc monter des versions raccourcies des films originaux en ajoutant des intertitres permettant de suivre l'histoire.
En 2016 est annoncée la découverte d'une seconde copie partielle du film parmi une donation d'un collectionneur au musée Toy Film Museum (おもちゃ映画ミュージアム) de Kyoto,. Cette dernière, au format 9,5 mm contient 8 minutes inédites comprenant le titre, des crédits d'ouverture, une séquence d'ouverture de cinq plans qui commence avec des enfants jouant à « pierre-papier-ciseaux » et un titre final attribuant le film au studio Kamata de la Shōchiku. Une version restaurée et augmentée au format Digital Cinema Package (DCP) voit le jour, d'une durée totale de 22 minutes, résultant d’une collaboration entre le Kyoto Toy Film Museum et le laboratoire de restauration numérique de l'Université de Rochester,.

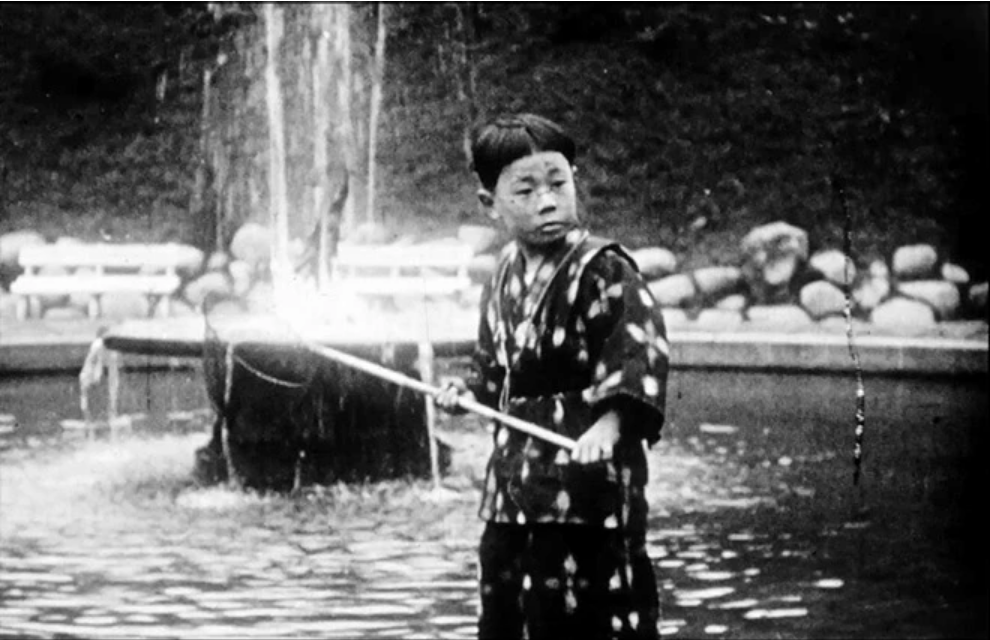
Plan retrouvé en 2023.

En mai 2023, il est annoncé qu'une copie 16 mm a été trouvée par Hideo Tsukiyama, professeur à l’Université de Nagano, sur un site internet de vente aux enchères, contenant 6 autres minutes que l'on pensait perdues : une scène où le voleur essaie en vain de s'emparer de l'enfant et une scène dans laquelle l'enfant joue avec un filet dans une fontaine avant de s'enfuir quand on l'appelle.